# Forces de défense du Cameroun méridional
Ne doit pas être confondu avec Forces de restauration du Cameroun méridional.
Les Forces de défense du Cameroun méridional (FDCM ; en anglais ; Southern Cameroons Defence Forces, SOCADEF) sont un groupe armé séparatiste actif dans les départements de la Meme et du Fako de la région du Sud-Ouest du Cameroun, et constituent le bras armé du Mouvement de libération du peuple africain (MLPA).
Elles sont dirigées par Ebenezer Akwanga, qui est basé aux États-Unis. Avec les Forces de défense de l'Ambazonie (FDA), elles constituent l'un des principaux groupes armés ayant combattu au début de la crise anglophone au Cameroun.

## Histoire
En 2019, les FDCM affirment qu'elle disposent de 3 500 hommes, bien que l'International Crisis Group (ICG) soutient que le groupe armé compte tout au plus 500 membres armés actifs. En mars 2020, les FDCM déclarent un cessez-le-feu de deux semaines pour donner à la population le temps de subir des tests de dépistage du coronavirus.
Après avoir subi des pertes importantes lors d'affrontements inter-séparatistes avec les Fako Mountain Lions en juin 2021,, les FDCM sont dissous selon la rumeur. En réalité, elles entrent dans la clandestinité pendant plusieurs mois tout en acquérant de meilleures armes et une nouvelle direction. En octobre 2021, les FDCM lancent l'opération No Rest For You (« Pas de repos pour vous »), ciblant l'armée camerounaise dans le village d'Ikiliwindi et faisant neuf morts. En juillet 2022, les hommes du Général Transporter mènent une autre attaque contre les forces de sécurité dans le village ; à l'époque, le Général Transporter aurait été loyal aux FDCM.

## Organisation
Bien qu'Ebenezer Akwanga ait été à la tête des FDCM depuis sa création, il vivait en exil ; le groupe a donc eu une série de commandants sur le terrain. En 2018, l'officier de première ligne du groupe était le général Molua C, remplacé plus tard par le « général » Andrew Ngoe. Le 24 janvier 2019, il est tué dans le village de Matoh, près de Mbonge, laissant Nsom Hilary (alias général Opobo) aux commandes,. Après sa mort aux mains de séparatistes rivaux en juin 2021, le général Jason devient le nouveau commandant des FDCM.
Les FDCM ne rejoignent pas le Conseil d'autodéfense de l'Ambazonie (CAA), une organisation regroupant plusieurs groupes séparatistes, né sous l'impulsion du gouvernement intérimaire de l'Ambazonie. Cependant, son aile politique, le MLPA, participé à la formation du Conseil de libération du Cameroun méridional (CLCM) en mars 2019, s'unissant de fait au gouvernement intérimaire au sein d'une organisation faîtière.